# Соуза Сантос, Жобсон
Жо́бсон Со́уза Са́нтос, более известный как просто Жо́бсон (порт. Jobson Souza Santos; род. 13 сентября 1995 года, Сан-Паулу) — бразильский футболист, полузащитник оборонительного плана.

## Биография
Жобсон начинал заниматься футболом в академии «Сантоса», но в 2015 году перешёл в «Палмейрас». В конце того же года, 29 ноября, дебютировал во взрослой команде в домашней игре чемпионата Бразилии против «Коритибы». Жобсон вышел на замену в середине второго тайма. «Палмейрас» проиграл со счётом 0:2. В 2016 и 2017 годах на правах аренды выступал за «Санту-Андре» и «Насьонал» (Сан-Паулу), с которыми выиграл второй и третий дивизионы Лиги Паулисты соответственно.
В 2017 году Жобсон перешёл в «Наутико», которому не смог помочь удержаться в Серии B. В следующем году выиграл с командой чемпионат штата Пернамбуку, затем начал играть в Серии C, но вскоре был отдан в аренду в «Ред Булл Бразил». В арендный период он так и не провёл за команду ни одной игры, а после подписания полноценного контракта выступил с «быками» в Лиге Паулисте 2019. Игра Жобсона привлекла внимание «Сантоса», и в апреле было объявлено о переходе игрока в приморский клуб.
В своём первом сезоне Жобсон сыграл только в четырёх матчах чемпионата, в том числе однажды — в стартовом составе. «Сантос» занял второе место в Серии A. В 2020 году стал играть за «рыб» более часто. В розыгрыше Кубка Либертадорес 2020 Жобсон провёл семь матчей (в пяти выходил в основе), забив один гол, и помог своей команде выйти в финал турнира.

## Титулы и достижения
- Победитель Серии A2 штата Сан-Паулу (1): 2016
- Победитель Серии A3 штата Сан-Паулу (1): 2017
- Чемпион штата Пернамбуку (1): 2018
- Вице-чемпион Бразилии (1): 2019
- Финалист Кубка Либертадорес (1): 2020